# Les Gais Lurons et autres contes
Les Gais Lurons et autres contes (titre original : The Merry Men and Other Tales and Fables) est un recueil de nouvelles de Robert Louis Stevenson publié en 1887.

## Contenu
Le recueil contient les titres suivants :
- Les Gais Lurons (The Merry Men, 1881)
- Will du moulin (Will O' the Mill, 1877)
- Markheim (Markheim, 1884)
- Janet la Torte[1] (Thrawn Janet, 1881)
- Olalla (Olalla, 1884)
- Le Trésor de Franchard (The Treasure of Franchard, 1882)

### Markheim
L'histoire prend place chez un antiquaire qui se plaint que Markheim vienne le déranger un jour de Noël juste avant la fermeture de sa boutique. Le ton ironique du marchand ne laisse aucun doute quant au fait qu'il pense que Markheim n'est qu'un voleur venu, une fois encore, écouler une marchandise dérobée. Markheim le détrompe en lui affirmant qu'il souhaite acheter un cadeau de Noël pour une dame. Le marchand lui propose un miroir, ce que Markheim refuse, arguant que personne n'aime se voir dans un miroir. Markheim semble indécis et ne cesse de détourner la conversation. Le marchand excédé, soupçonnant que tout cela n'est qu'un prétexte, le somme d'acheter ou bien de partir. Markheim consent finalement à acheter le miroir, mais tandis que le marchand lui tourne le dos, il en profite pour le tuer d'un coup de poignard.

### Janet la Torte
Le révérend Murdock Soulis, pasteur de Balweary, mène une vie solitaire dans son presbytère. Ses sermons inquiétants et son attitude singulière font de lui un homme redouté par les jeunes paroissiens. Seuls quelques anciens du village daignent raconter ce qui fit de lui l'homme qu'il est maintenant.
Une cinquantaine d'années auparavant, le jeune Soulis vint s'installer à Balweary. 
Très versé dans la théologie et l'étude des livres (un peu trop au goût de ses paroissiens), il passait la majeure partie de son temps plongé dans ses ouvrages. 
Il ne tarda pas à prendre pour servante Janet MacClour, vieille femme peu estimée dans le voisinage, car soupçonnée de n'être qu'une sorcière.
Un beau jour, Janet fut violemment prise à partie par un groupe de femmes. Soulis intervint et, pour apaiser les harpies, demanda à Janet de renoncer devant elles à Satan. Grimaçante et furieuse, Janet s'exécuta.
Le lendemain de la scène, Balweary fut en proie à la panique : Janet marchait dans les rues, bavant et riant, le cou tordu à la manière d'un pendu.
Pour les villageois, il ne fit alors aucun doute que Janet était morte et que son cadavre était habité par quelque démon. 
Le pasteur Soulis ne vit là que les conséquences de la cruauté des gens. Le temps passa et les villageois finirent par s'habituer à l'état de Janet, qui continua son service auprès du pasteur.
Un jour, Soulis rencontra dans le vieux cimetière de Balweary, un homme à la peau noire, qui prit la fuite et entra dans le presbytère. L'ayant pris en chasse, Soulis pénétra à son tour dans le bâtiment et n'y trouva que Janet, qui lui certifia qu'elle n'avait vu personne.
La nuit venue, intrigué par des bruits en provenance de la chambre de Janet, Soulis y découvrit le corps pendu de Janet.
Le temps de reprendre ses esprits, il reconnut soudain les pas de Janet dans l'escalier du presbytère. Terrorisé, il s'enfuit alors dans le jardin, où Janet, les traits horriblement déformés, le rejoignit. Soulis en appela alors à l'aide de Dieu pour exorciser l'apparition. Un éclair de foudre s'abattit sur Janet, l'anéantissant dans une odeur de soufre.
Le lendemain, l'homme noir fut aperçu fuyant à travers le pays : le diable avait bien été l'hôte du corps de Janet pendant tout ce temps.